# Arhopala calaureia
Arhopala calaureia är en fjärilsart som beskrevs av Hans Fruhstorfer 1914. Arhopala calaureia ingår i släktet Arhopala och familjen juvelvingar. Inga underarter finns listade i Catalogue of Life.